# Lju Šjaobo
Lju Šjaobo (kitajščina: 刘晓波; pinjin: Liú Xiǎobō), kitajski literarni kritik, pisatelj in aktivist, nobelovec, * 28. december 1955, Čangčun, Džilin, Ljudska republika Kitajska, † 13. julij 2017, Šenjang, Liaoning, Ljudska republika Kitajska.
Znan je bil kot politični zapornik Kitajske in posameznik, ki si je prizadeval za konec enostrankarske vlade na Kitajskem.
Lju je služil kot predsednik neodvisnega PEN centra na Kitajskem od leta 2003 do 2007. Bil je tudi predsednik Mindžu Džonguo (Demokratična Kitajska) revije od sredine 1990-ih let. Leta 2008 v decembru je bil priprt zaradi sodelovanja pri manifestu Listina 08. Uradno mu je bila odvzeta prostost 23. junija 2009 zaradi suma "spodbujanja subverzivnosti državne oblasti". Po kazenskem postopku in sojenju je bil obsojen na 11 let zapora in dve leti odvzema političnih pravic.
Ob prestajanju svoje četrte zaporne kazni je bil Lju nagrajen z Nobelovo nagrado za mir za "svoj dolg in nenasilnega boja za temeljne človekove pravice na Kitajskem." Je prvi kitajski državljan, ki je prejel Nobelovo Nagrado katere koli vrste, med prebivanjem na Kitajskem. Lju je tretja oseba, ki je prejela Nobelovo nagrado za mir, medtem ko je v zaporu ali priporu po nemškem Carlu von Ossietzkyju (1935) in mjanmarski Aung San Suu Kyi (1991). Lju je tudi druga oseba (prvi Ossietzky), ki ji je njena država zavrnila pravico do zastopnika, ki bi prejel Nobelovo nagrado zanj. Ob smrti so mnogi državniki izkazali upanje, da bo omogočeno bližnjim sorodnikom mirno in primerno žalovanje po njihovih željah.

## Življenje
Liu se je 28. decembra 1955, v Changchunu v provinci Jilin rodil v družino intelektualcev. Liu Xiaobo je bil tretjerojeni v družini petih dečkov.
Leta 1969 ga je Liujev oče med gibanjem "Preseljevanje na podeželje" odpeljal na podeželje  notranje Mongolije. Njegov oče je bil profesor, zvest komunistični partiji. Po končani srednji šoli leta 1974 so ga poslali na kmetijo v Jilinu. Leta 1977 je bil Liu sprejet na oddelek za kitajsko književnost na univerzi Jilin, kjer je s šestimi sošolci ustanovil pesniško skupino, imenovano "Nedolžna srca". Leta 1982 je diplomiral, leta 1984 pa je magistriral iz književnosti in nato začel poučevati kot predavatelj na univerzi Bejing Normal. Tega leta se je poročil s Tao Li, s katero je imel leta 1985 sina Liu Tao. 1986 je Liu začel doktorski študijski program, svoje literarne kritike pa je objavljal v različnih revijah. Držal se ga je poseben sloves, zaradi svojih radikalnih mnenj in ostrih komentarjev na uradne ustanove. Takšna mnenja so pretresla tako literarne kot ideološke kroge, njegov vpliv na kitajske intelektualce pa so poimenovali "šok Liu Xiaobo" ali "fenomen Liu Xiaobo". Leta 1987 je bila objavljena njegova prva knjiga Criticism of the Choice: Dialogs with Li Zehou, ki je nato postala knjižna uspešnica. Kritiziral je kitajsko tradicijo konfucianizma in Li Zehouu, naraščajoči ideološki zvezdi, ki je močno vplivala na sodobne mlade intelektualce na Kitajskem, postavil odkrit izziv. Junija 1988 je Liu doktoriral iz književnosti. Njegova doktorska disertacija Estetska in človeška svoboda je bila objavljena kot njegova druga knjiga. Istega leta je postal predavatelj na istem oddelku. Kmalu je postal gostujoči predavatelj na več univerzah, vključno z univerzo Columbia, univerzo v Oslu in havajsko univerzo. Med protesti na trgu Tiananmen leta 1989 je bil Liu v ZDA, vendar se je odločil, da se vrne na Kitajsko, da se pridruži gibanju. Kasneje je bil imenovan za enega od "štirih junzijev na trgu Tiananmen", ker je študente prepričeval, naj zapustijo trg in tako rešil na stotine življenj. Tega leta je izšla tudi njegova tretja knjiga, Megla metafizike, izčrpen pregled zahodnih filozofij. Kmalu so bila vsa njegova dela na Kitajskem prepovedana.

## Delovanje za človekove pravice
27. aprila 1989 se je Liu vrnil v Peking in takoj postal aktivni zagovornik popularnega gibanja. Ko je vojska nasilno izgnala študente, ki so vztrajno zasedli trg Tiananmen, da bi izzvali vlado in vojsko, je 2. junija sprožil tridnevno gladovno stavko s štirimi moškimi. Kasneje imenovani "stavkajoči štirje gospodje na Tiananmen", je akcija zaslužila zaupanje študentov. Zahteval je, naj vlada in študentje opustijo ideologijo razrednega boja in sprejmejo novo politično kulturo dialoga in kompromisa. Čeprav je bilo prepozno, saj se je masakr že začel v noči na 3. junij, a s svojimi dejanje je vseeno uspel preprečiti morebitno veliko večje prelivanje krvi. 5. junija je bil Liu aretiran in pridržan v zaporu Qincheng zaradi domnevne vloge v gibanju, tri mesece kasneje pa je bil izgnan s pekinške univerze. Vladni mediji so objavili številne objave, v katerih so ga označili za "norega psa" in "črno roko", ker naj bi spodbujal in manipuliral s študentskim gibanjem, da bi zrušil vlado in socializem. Njegove objave so bile prepovedane, vključno s četrto knjigo Going Toward to God, ki je bila takrat v tisku.
Januarja 1991, 19 mesecev po aretaciji, je bil Liu Xiaobo obsojen zaradi "protirevolucionarne propagande in hujskanja", vendar je bil zaradi "velikega zaslužnega dejanja" za preprečitev krvavega spopada izvzet iz kazenske sankcije. Po izpustitvi se je ločil; tako njegova bivša žena kot sin sta nato emigrirala v ZDA. Nadaljeval je s pisanjem, večinoma o človekovih pravicah in političnih vprašanjih, vendar jih ni smel objaviti na Kitajskem.
Leta 1992 je objavil svojo prvo knjigo po zaporu, Monologi preživelega konca sveta, kontroverzen spomin, ki vsebuje njegova priznanja in politično kritiko ljudskega gibanja leta 1989. Januarja 1993 je bil Liu povabljen na obisk v Avstralijo in ZDA na razgovore v dokumentarnem filmu Vrata nebeškega miru. Čeprav so mu mnogi prijatelji predlagali, naj se zateče v tujino, se je Liu maja 1993 vrnil na Kitajsko in nadaljeval s samostojnim pisanjem.
Kitajska policija je 18. maja 1995 odpeljala Liuja v pripor zaradi peticijske kampanje na predvečer šeste obletnice protestov na Tienanmenu, v kateri je vlado pozval, naj dogodek ponovno oceni in začne politično reformo. Devet mesecev je bil pod nadzorom v stanovanju v predmestju Pekinga. Izpuščen je bil februarja 1996, a je bil 8. oktobra ponovno aretiran zaradi pisanja desete oktobrske deklaracije, kjer sta skupaj z Wangom Xizhejem v glavnem govorila o tajvanskem vprašanju, ki je zagovarjalo mirno združitev, da bi nasprotovalo kitajski komunistični partiji.Za to izjavo mu je bilo naloženo tri leta prevzgoje z delom "zaradi motenja javnega reda".
Leta 1996, ko je bil še zaprt v delovnem taborišču, se je Liu poročil z Liu Xia, ki sama ni zapornica. Ker je bila edina zunanja oseba, ki ga je smela obiskati v zaporu, je veljala za njegovo "najpomembnejšo povezavo z zunanjim svetom".
Po izpustitvi 7. oktobra 1999 je Liu Xiaobo nadaljeval s samostojnim pisanjem. Poročali pa so, da je vlada zgradila stražarsko postajo ob njegovem domu in so prisluškovali njegovim telefonskim klicem in internetnim komunikacijam.
Leta 2000, ko je bil na Tajvanu, je Liu izdal knjigo Nacija ki laže vesti, politično kritiko na 400 straneh. V Hongkongu je izšel tudi Izbor pesmi, 450-stranska zbirka pesmi kot korespondenca med njim in njegovo ženo v času njegovega zapora. Zadnja izmed treh knjig, ki jih je med letom objavil, je izšla na Kitajskem, pozneje z naslovom "Izbrane pesmi Liu Xiaobo in Liu Xia", 250-stranska zbirka literarnih kritik, ki jo je podpisal priljubljeni mladi pisatelj in sam pod svojim neznanim imenom "Lao Xiao". Istega leta je Liu sodeloval pri ustanovitvi "neodvisnega kitajskega centra PEN" in je bil novembra 2003 izvoljen v svoj upravni odbor in kot predsednik; dve leti pozneje je bil ponovno izvoljen na obe funkciji. Leta 2007 ni zahteval ponovne izvolitve za predsednika, ampak je opravljal funkcijo člana uprave, dokler ga policija ni pridržala decembra 2008.
Leta 2003, ko je Liu začel pisati poročilo o človekovih pravicah na kitajskem, je vlada zasegla njegov računalnik, pisma in dokumente. Nekoč je rekel: "Na rojstni dan Liu Xiaje njen najboljši prijatelj prinesel dve steklenici vina v [moj dom], vendar mu je policija preprečila vstop. Naročil sem torto in policija jeodslovila tudi dostavljalca, ki nam je dostavil torto. Prepiral sem se z njimi in policija je rekla: "Zaradi vaše varnosti. V teh dneh se je zgodilo že veliko bombnih napadov." Ti ukrepi so bili sproščeni do leta 2007, pred olimpijskimi igrami v Pekingu 2008.

## Zaporne kazni
Prva kazen - junij 1989-januar 1991 Razlog za prvo zaporno kazen je bilo spodbujanje kontrarevolucije, zaprt pa je bil v zaporu Qincheng, kjer je čakal na sojenje, a je bil izpuščen, saj je podpisal "pismo kesanja".
Druga kazen - maj 1995-januar 1996 Razlog za drugo zaporno kazen je bila vključenost v gibanje za demokracijo in človekove pravice in javno izražanje potrebe po odpravi kršitev vlade, glede zatiranja prej omenjenega študentskega protesta leta 1989. Iz zapora je bil odpuščen po šestih mesecih.
Tretja kazen - 3 leta prevzgoje preko dela Razlog za to kazen je bilo motenje javnega in družbenega redu. Med služenjem se je poročil in kasneje je bil leta 1999 izpuščen.
Četrta kazen - 11 let (umrl je po osmih letih služenja) Zaprt je bil zaradi suma na subverzijo državne oblast. Za dve leti so mu celo odvzeli vse politične pravice.

## Smrt
Liu Xiaobo je umrl 13. julija 2017 v prvi bolnišnici Kitajske medicinske univerze, v Shenyangu zaradi raka na jetrih. Njegov pogreb je organizirala država, kot opravičilo za vse slabo, kar je prizadelo njega in njegovo ženo. Na njegovo smrt se je odzvalo veliko držav.

## Glavna dela
-Kritika izbire: Dialogi z LI Zehou. Šanghajska ljudska založba. 1987.
-Kritika izbire: dialogi z vodilnim mislecem LI Zehou. Šanghajska ljudska založba. 1989.
-Estetika in človekova svoboda. Peking Normal University Press. 1988.
-Goli proti Bogu. Založba Time Literature and Art. 1989.
-Megla metafizike. Šanghajska ljudska založba. 1989.
-Skrivnosti misli in sanje človeštva, 2 zvezka. Založba Strom & Stress. 1989–1990.
-Sodobna kitajska politika in intelektualci. Tangshan Publishing Company, Tajvan. 1990.
-Kritika sodobnega kitajskega intelektualca (japonski prevod). Knjigarna Tokuma, Tokio. 1992.
-Monologi preživelega konca sveta. China Times Publishing Company, Tajvan. 1993.
-Izbrani pesmi Liu Xiaobo in Liu Xia. Xiafei'er International Press, Hong Kong. 2000.
-Narod, ki vesti laže. Založba Jie-jou, Tajvan. 2002.
-Civilno prebujenje - zarja svobodne Kitajske. Fundacija za raziskave Laogai. 2005.
-Enojno rezilo in strupeni meč: kritika sodobnega kitajskega nacionalizma. Broad Press Inc, Sunnyvale. 2006.
-Padec velike sile: Memorandum Kitajski. Yunchenska kultura. Oktober 2009.
-Od nesreče TianAnMen do Listine 08 (v japonščini): Memorandum Kitajski. Knjigarna Fujiwara, Tokio. December 2009.
-Brez sovražnikov, brez sovraštva. Belknap Press Harvard University Press. 2012.
-Četrti junij Elegije: Pesmi prevedel iz kitajščine Jeffrey Yang z uvodno besedo Njegove svetosti dalajlame dvojezična izdaja. Graywolf Press. 2012.

## Omembe v slovenščini
-Lju Šjaobo; https://www.wikiwand.com/sl/Lju_Šiaobo
-Razprava; https://www.europarl.europa.eu/doceo/document/CRE-7-2010-11-23-ITM-017_SL.html?redirect
-Članek;  https://plus.si.cobiss.net/opac7/bib/search/advanced?ax&ti&kw=Liu+Xiaobo&db=cobib&mat=allmaterials&max=25&mla=slv
-Omembe v poljudnoznantvenih revijah, časopisih in člankih.

## Nobelova nagrada
8. oktobra 2010 je Nobelov odbor Liuju podelil Nobelovo nagrado za mir za njegov dolg in nenasilen boj za temeljne človekove pravice na Kitajskem, rekoč, da je Liu kot prejemnik nagrade že dolgo vodil. Liujeva žena Liu Xia je v imenu svojega moža izrazila hvaležnost Nobelovemu odboru, Liuovim predlagateljem in tistim, ki ga podpirajo od leta 1989, vključno s Tiananmen Mothers - družinskimi člani ali predstavniki tistih, ki so bili ubiti ali izginili, v vojaškem zatiranju protestov 4. junija 1989. Rekla je: "Nagrada naj pripada vsem, ki so podpisali Listino 08 in so bili zaradi njihove podpore zaprti."
Liu Xia je moža o njegovi nagradi obvestila med obiskom zapora Jinzhou 9. oktobra 2010, en dan po uradni objavi. Poročala je, da je Liu jokal in nagrado posvetil tistim, ki so trpeli zaradi protestov na Trgu nebeškega miru leta 1989, rekoč: "Nagrada je v prvi vrsti za mucenike na Tiananmenu". Po tem se je ga. Liu se je vrnila domov, zaprli so jo v hišni pripor in jo opazovali oboroženi stražarji. Izrazila je željo, da bi se decembra udeležila podelitve nagrad na Norveškem. Liu Xia je odprtemu pismu poslal 143 uglednih osebnosti in jih spodbudil, da so se udeležili podelitve v Oslu.
Kitajska se je na nagrado odzvala negativno in nemudoma cenzurirala novice o razglasitvi nagrade na Kitajskem, čeprav so kasneje tistega dne na voljo omejene novice o nagradi. Tuji izdajatelji novic, vključno s CNN in BBC, so bili takoj blokirani. Kitajsko zunanje ministrstvo je nagrado odpovedalo Liu Xiaoboju in reklo, da "je popolnoma v nasprotju z načelom nagrade in gre tudi za skrunitev nagrade za mir".  Zunanje ministrstvo je 8. oktobra 2010 poklicalo norveškega veleposlanika v Ljudski republiki Kitajski in mu predložilo uradno pritožbo glede podelitve Nobelove nagrade za mir Liu. Kitajska vlada je Liu Xiaobo označila za zločinca in izjavila, da si nagrade ne zasluži. Posledično je bilo skoraj vse obsežno trgovinsko trgovanje med Norveško in Kitajsko omejeno in odnosi so se poslabšali šele po smrti Liu Xiaobo leta 2017, ko so se pogovori nadaljevali. Oktobra 2018 je norveški kralj Harald V. obiskal Peking in se srečal s kitajskim predsednikom Xi Jinpingom, ki simbolizira okrevanje kitajsko-norveških odnosov.

## Nagrade in priznanja
-Hellman-Hammett Grant (1990, 1996)
-Kitajska fundacija za demokratično izobraževanje za izjemnega demokratičnega aktivista (2003)
-Nagrada Fundacije de France za zagovornika svobode tiska (2004)
-Hongkongove nagrade za človekove pravice (2004, 2005, 2006)
-Odlična nagrada (2004) za članek Poškodovane novice niso novice, objavljen v reviji Open Magazine, januar 2004
-Velika nagrada (2005) za članek Raj močnih, pekel ranljivih v reviji Open Magazine, september 2004
-Odlična nagrada (2006) za Vzroki in konec prelivanja krvi Shanwei v reviji Open Magazine, januar 2006
-Azijsko-pacifiška fundacija za človekove pravice (Avstralija) Nagrada za pogum vesti (2007)
-Ljudje v stiski (češka) nagrada Homo Homini (2009)
-Nagrada PEN / Barbara Goldsmith za svobodo pisanja (2009)
-Neodvisna zveza kitajskih študentov in štipendistov (ZDA) Nagrada Free Spirit (2009)
-Nemška medalja PEN Hermann Kesten (2010)
-Nobelova nagrada za mir (2010)
-Medalja Giuseppeja Motte (2010)
-Častni član nemškega, ameriškega, portugalskega, češkega in sydneyjskega centra PEN ter častni predsednik neodvisnega kitajskega centra PEN.

## Povezave
- Angleški jezik članki in intervjuji
- Film Odlomkih Liu Xiaobo od Vrata Nebeškega Miru
- Interview with Liu Xiaobo (English and Chinese) by PEN American Center na YouTubu